# Лигурия
Лигурия (на италиански: Liguria, на лигурски: Ligüria) e историческа област и административен регион в Северозападна Италия с население 1 615 441 жители (09).
Граничи на север с регион Пиемонт, на изток с регионите Емилия-Романя и Тоскана, на юг с Лигурското море и на запад с Франция.
Регионалната територия се състои от малка ивица земя между Апенините и морето, и традиционно се разделя от административния център, Генуа, на „Западно крайбрежие“ (Riviera di Ponente) и „Източно крайбрежие“ (Riviera di Levante). Туризмът е важен заради природните привлекателности на бреговете.
Лигурия е била основната част от независимата държава Генуезка република от 11 век до 1797 г. След наполеоновия период тя е част от Сардинското кралство и през 1861 г. влиза в Италианското кралство.

## История
Пред 2 век пр.н.е. на лигурската територия живеят древните лигури, а древните гърци и финикийците основават няколко колонии на бреговете. От името на това древно племе идва съвременната дума „Лигурия“. След 2 век пр.н.е. районът е превзет от римляните. През римския период главните центрове са Генуа (латинско име: Genua), Саво (латинско име: Savo, днес Савона), Вада Сабация (латинско име: Vada Sabatia, днес Вадо Лигуре), Албиум Интемилиум (латинско име: Albium Intemilium, днес Вентимиля), и Лунае (латинско име: Lunae, днес Луни).
След падането на Римската империя районът е разорен от готските нашествия (535 – 553 г.) и е превзет от византийците. През 641 г. лангобардите превземат района, и после франките го завоюват. Лигурия участва в Свещената римска империя, обаче Генуа се налага като свободен град.
Генуа става свободна комуна, а после независима република. Градът създава търговска империя през Средновековието, с колонии в цялото Средиземно море (Корсика и Кипър) и Черно море (Крим). През разширението си Република Генуа се сблъсква с другите италиански морски републики, Венеция и Пиза. В 1451 г. в Генуа се ражда Христофор Колумб. След откритието на американския континент и възхода на отоманската империя икономиката на република Генуа влиза в криза и разширението в околната територия започва. През 1528 г. Генуа превзема Савона: територията на републиката е като днешната регионална територия.
През 1797 републиката Генуа се превзема от Наполеон и се присъединява от френската империя. След Виенския конгрес районът е анексиран от Сардинското кралство. Много важни лигурски хора участват италианското движение за независимостта, Рисорджименто: Джузепе Гарибалди, Джузепе Мацини, Гофредо Мамели, и т.н.
През 1861 г. Лигурия участва Кралство Италия и през 1946 г. италианската република.

## География
С площ 5.410 км², Лигурия е един от най-малките региони в Италия, а с повече от 1.600.000 жители, това е четвъртият регион в Италия по гъстота (298 души/км²). Обаче хората живеят особено на бреговете, тъй като територията е много планинска и горите покриват 70% от нея.
Лигурската територия се състои от тънка ивица земя, от френската граница на запад, където се намират приморските Алпи и продължава към изток до Специйския залив, на границата с регион Тоскана. Територията е включена между Апенините и Лигурското море и е много планинска. В някои зони планините са високи (близо до Вентимиля – 2700 – 3000 м) а в други са ниски (близо до Генуа и Савона – 500 м).
Лигурското море, отсреща на Лигурия, е част от Средиземното море. Много важен е Генуезкият залив, който придава форма на територията. Важни са и по-малките Специйски залив и заливът Тигулио. Бреговете в Източното крайбрежие са особено високи и насечени, а в Западното крайбрежие са по-ниски и понякога песъчливи. Реките са много малки и с нередовно течение през годината, тъй като планините са много близко до морето.

## Административно деление
Регионът се разделя на 4 провинции и 235 общини.
| Провинция                           | Площ (км²)                    | Население (души)                        | Гъстота (души./км²)     | Общини (№)          |
| - Генуа - Империя - Савона - Специя | - 1.838 - 1.156 - 1.545 - 881 | - 890.863 - 215.591 - 281.620 - 219.366 | - 485 - 187 - 182 - 249 | - 67 - 67 - 69 - 32 |
| - Общо                              | - 5.420                       | - 1.607.440                             | - 297                   | - 235               |

## Население
Населението на региона през 2009 година е 1 615 441 души. Най-голямата част на населението живее на бреговете в големи или средни центрове. Населението на вътрешните планинни селища е малко. През декември 2006 чужденците са 80.735, около 5% на населението.

## Икономика
Икономиката на Лигурия е много развита в трите сектора. Пъвричният сектор се обосновява на земеделско качествено производство и на риболовските действия на бреговете.
Лигурската промишленост е много важна, с големи промишлени центрове в градовете като Генуа и Специя. Промишлените действия се обосновават на търговията на големите пристанища в Генуа, Специя и Савона, където се намират и много важни корабостроителници. Вносът на необработени материали е подпомогнал развитието на черната металургия, на петролхимията и на металургията.

### Икономически данни
Това е таблица с регионалния брутен вътрешен продукт и БВП на човек за Лигурия от 2000 до 2006 г.:
|                                        | 2000     | 2001     | 2002     | 2003     | 2004     | 2005     | 2006     |
| -------------------------------------- | -------- | -------- | -------- | -------- | -------- | -------- | -------- |
| Брутен вътрешен продукт (милиона Евро) | 33.669,8 | 35.534,7 | 36.053,6 | 37.218,6 | 38.644,1 | 39.913,5 | 41.004,5 |
| БВП на човек (Евро)                    | 21.264,2 | 22.568,9 | 22.948   | 23.633,8 | 24.382,7 | 24.927,3 | 25.484,5 |

Това е таблица с БВП на Лигурия през 2006 г., разделен според главните икономически дейности:
| Икономически дейности                                 | БВП (милиона Евро) | % от регионалния БВП | % от италианския БВП |
| Земеделие и риболов                                   | € 611,9            | 1,49%                | 1,84%                |
| Промишленост                                          | € 4.030,7          | 9,83%                | 18,30%               |
| Строителство                                          | € 2.261,8          | 5,52%                | 5,41%                |
| Търговия, туризъм, транспорт и комуникация            | € 10.285           | 25,08%               | 20,54%               |
| Финансово посредничество, дейности за недвижими имоти | € 10.898,9         | 26,58%               | 24,17%               |
| Други служби                                          | € 8.512,1          | 20,76%               | 18,97%               |
| ДДС и косвени данъци                                  | € 4.404,2          | 10,74%               | 10,76%               |
| Общ БВП на Лигурия                                    | € 41.004,5         |                      |                      |

### Земеделие
Морфологията на лигурската територия тежко обуславя земеделското производство, тъй като земята може да се обработва само близо до брега или в долините сред планините.
Отглеждат се плодове, маслини и, в Западното крайбрежие цветя. Цветарството е много развито, тъй като в Лигурия се произвежда половината от националното цветно производство; затова Автомагистралата A10, която пресича западната лигурска територия е наречена „Цветна Магистрала“.
Много важно е производството на плодове (лимони, праскови и кайсии), на маслини (в районите близо до селища Лейви, Лаваня и Сестри Леванте) и на лози за вина.

### Промишленост
В Лигурия се намират някои от най-важните промишлени центрове в Италия, особено механични и строителни, в районите на Генуа, Специя, Сестри Леванте и Рива Тригозо. Такива промишлени центрове са възбудили други съотносителни второстепенни дейности.
Високотехнологичните промишлени дейности разширяват влиянето си на регионалното стопанство. Затова новият корабен окръг е бил построен в Специя, за нуждата на събирането на производствените корабни дейности в единствен център.
В планинните общини, особено в район Валфонтанабуона, много важни са добивът и изработването на плочата от шисти, общо наречена „черен камък“. Този камък е експортиран в цяла Европа. Други дейности на лигурските долини са изработването на пластмасите, на дървесината и на хартията. В селищата Албисола Марина и Албизола Супериоре характерично се произвежда керамиката.
Сред италианските региони, Лигурия е 19-и за производство на хидроелектрическа енергия (187,2 GWh), 11-и за производство на термоелектрическа енергия (11.227,5 GWh), 9-и за Вятърна енергия (8,4 GWh) и 17-и за производство на енергия от биологически материи (45,4 GWh).
Термоелектрически централи се намират в Генуа, в Специя и Вадо Лигуре.
Намират се и други централи за производството на енергия:
- В Варезе Лигуре (провинция Специя) се намира най-могъщата вятърна електроцентрала в Италия (6,5 GigaWatt годишно)[8].
- В Берджеджи (провинция Савона) се намират някакви малки вятърни електроцентрали за градската употреба;
- В Мендатика (провинция Империя) се строи нова хидроелектрическа централа близо до река Ароша;
- В Сеста Годано (провинция Специя) се намира хидроелектрическа централа.

### Туризъм
Туристическите дейности са много развити и важни за лигурското стопанство. Мекият климат, хубавите пейзажи в районите като Чинкуе тере или като градовете Портофино или Порто Венере и доброто качество на службите, привличат много туристи от Италия и от чужбина.
Най-голямата част от туристическия прилив идва в Лигурия през лятото за безчетните плажове и добрите къпални служби.
Освен летния туризъм, Лигурия предлага други видове туризъм, като земеделски туризъм, риболовен туризъм и културен туризъм (изложби, конгреси, фестивали и стари селища).

## Фотогалерия
- Брегът в град Рапало
- Поглед на град Вентимиля
- Село Манарола в район Чинкуе Тере
- Адиинистративен дворец на регион Лигурия – Генуа
- Град Генуа с пристанището си.
- Пристанището в Генуа
- Пристанището в Савона (2002 г.)
- Пристанището в Специя